# 코피 (영화)
코피(Coffy)는 미국에서 제작된 잭 힐 감독의 1973년 액션, 범죄, 스릴러 영화이다. 팜 그리어 등이 주연으로 출연하였고 로버트 파파지언 등이 제작에 참여하였다.

## 출연

### 주연
- 팜 그리어
- 부커 브래드쇼

### 조연
- 로버트 도퀴
- 윌리엄 엘리엇
- 알랜 아버스
- 시드 헤이그
- 배리 카힐
- 리 드 브루
- 루벤 모레노
- 리사 파링거
- 캐롤 로카텔
- 린다 헤인즈
- 존 피랙
- 므와코 컴부카
- 모리스 부채넌
- 레슬리 맥래
- 레이 영
- 봅 마이너
- 제프 버튼
- 딕 오쉐어
- 킴 윌리엄스
- 엘렌 블레이크
- 라이먼 워드
- 카렌 윌리엄스
- 베베 루이
- 제이슨 래스케이
- 조페리 C. 브라운
- 유진 잭슨

## 제작진
- 세트: 찰스 B. 피어스
- 배역: 조 스컬리